# 14153 Dianecaplain
14153 Dianecaplain este un asteroid din centura principală de asteroizi.

## Descriere
14153 Dianecaplain este un asteroid din centura principală de asteroizi. A fost descoperit pe 26 septembrie 1998 la Socorro, New Mexico, în cadrul proiectului LINEAR. Asteroidul prezintă o orbită caracterizată de o semiaxă mare de 2,36 ua, o excentricitate de 0,06 și o înclinație de 3,8° în raport cu ecliptica.